# Helmut Heiderich
Helmut Heiderich (* 4. Februar 1949 in Lautenhausen) ist ein deutscher Politiker (CDU) und ehemaliger Bundestagsabgeordneter. Er ist verheiratet und hat zwei Töchter.

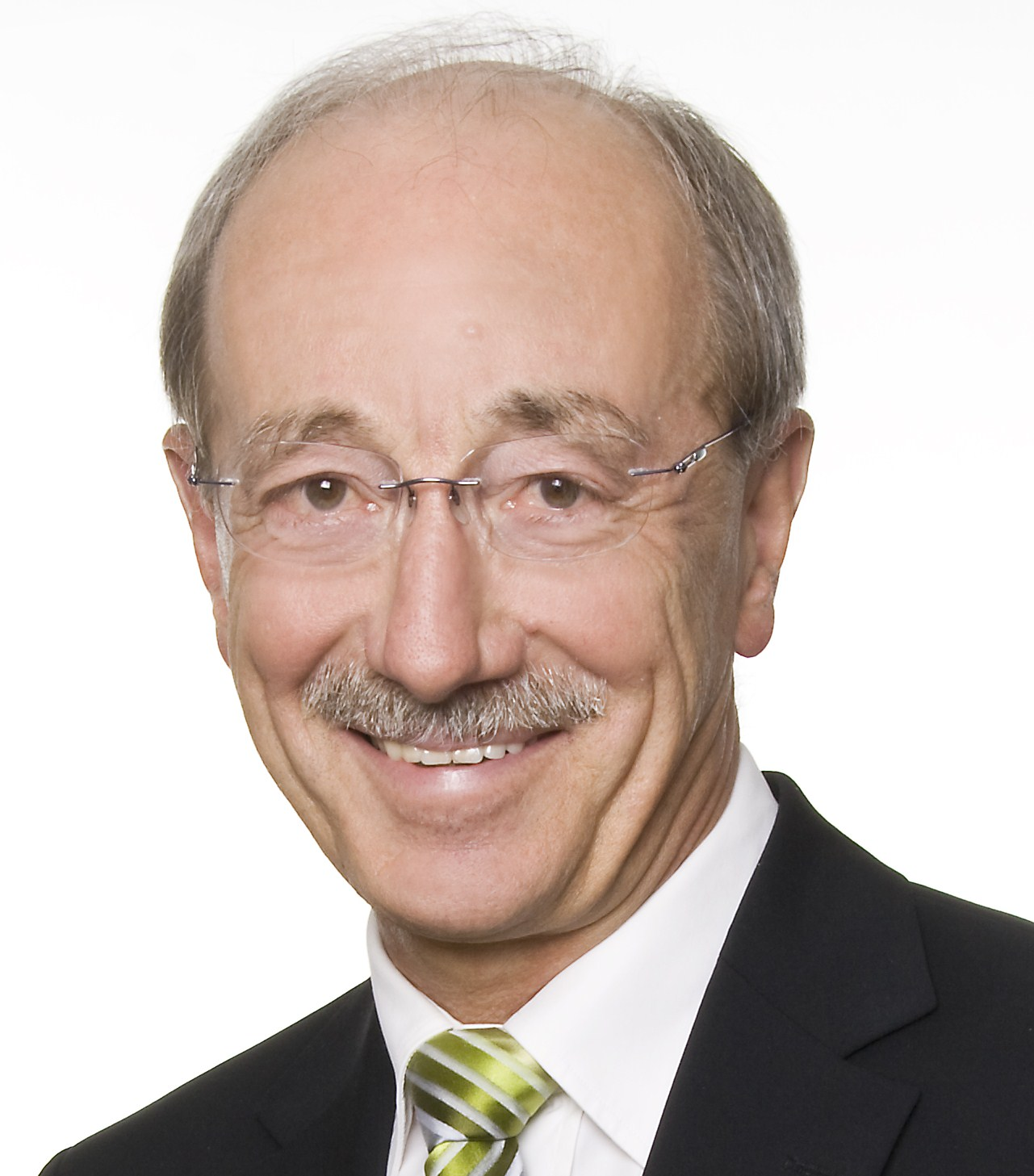
Helmut Heiderich

## Leben und Beruf
Helmut Heiderich legte 1967 sein Abitur in Bad Hersfeld ab. 1972 beendete er sein Studium als Diplomvolkswirt. 1975 Studienrat z. A., 1982 Oberstudienrat, 1986 erhielt er die Lehrbefähigung für Informatik. 1987 war Heiderich Dozent für Wirtschaftsinformatik an der Fachhochschule Fulda; im Jahr 1991 an der Fachschule E-Technik und Kreisberufsschule Bad Hersfeld.

## Partei
Ab 1986 war Helmut Heiderich stellvertretender und seit 1992 ist er Kreisvorsitzender der CDU Hersfeld/Rotenburg, 1972 Gemeindevertreter, 1974 Fraktionsvorsitzender in Friedewald, 1977 Fraktionsvorsitzender im Kreistag Hersfeld/Rotenburg, Arbeitsbereich Regionalplanung.

## Abgeordneter
Heiderich war erstmals vom 26. Februar 1996 bis 26. Oktober 1998 Mitglied des Deutschen Bundestages, dann erneut vom 26. Januar 2000 bis zur Bundestagswahl 2005. Er wurde jeweils über die Landesliste der Christlich Demokratischen Union Deutschlands (CDU) in Hessen gewählt. 1996 rückte er für den verstorbenen Heinz-Adolf Hörsken nach, 2000 für Manfred Kanther, der sein Mandat niedergelegt hatte. Bei der Bundestagswahl 2009 verpasste er den Einzug in das Parlament. Nach dem Ausscheiden von Holger Haibach übernahm Heiderich am 9. März 2011 als Nachrücker dessen Mandat.
Im 18. Bundestag war er stellvertretendes Mitglied im Sportausschuss.

## Politische Positionen
Helmut Heiderich war in der 14. und 15. Wahlperiode des Deutschen Bundestages Beauftragter für Bio- und Gentechnologie der CDU/CSU-Bundestagsfraktion.